# Radu Mareș
Radu Mareș (n. 3 martie 1941, Frasin, România – d. 26 martie 2016, Cluj-Napoca, România) a fost un prozator și ziarist român.

## Biografie
Radu Mareș s-a născut în 1941 în localitatea Frasin, județul Suceava. A urmat Liceul „Eudoxiu Hurmuzachi” din Rădăuți, iar în 1964 a absolvit Facultatea de Filologie din cadrul Universității Babeș-Bolyai din Cluj, oraș în care s-a stabilit în 1971. Între anii 1966–1970 a lucrat ca ziarist la publicația suceveană Zori noi (Crai Nou din 1989), fiind mai apoi redactor la Tribuna până în 1997 și director al editurii „Dacia” în perioada 1997–2001.

## Premii literare și distincții
- 1972: Premiul pentru debut al Uniunii Scriitorilor din România pentru romanul Anna sau pasărea paradisului
- 1981: Premiul pentru roman al Filialei Cluj a Uniunii Scriitorilor din România pentru Caii sălbatici
- 2002: Premiul pentru proză al Filialei Cluj a Uniunii Scriitorilor din România pentru Anul trecut în Calabria
- 2006: Premiul „Cartea anului” al Filialei Cluj a Uniunii Scriitorilor din România pentru Ecluza
- 2010: Marele premiu „Bucovina” al Societății Scriitorilor Bucovineni pentru romanul Când ne vom întoarce
- 2012: Premiul „Ion Creangă” al Academiei Române pentru romanul Când ne vom întoarce[3]
- 2015: Premiul „Observator cultural” pentru proză pentru Sindromul Robinson[4]